# Renato Seabra
Renato Seabra, es un ciclista brasileño nacido el 25 de abril de 1978 en Marília (São Paulo).
Actualmente compite por el Clube DataRo de Ciclismo, equipo al retornó en 2010, luego de un pasaje de 2 años por el Scott-Marcondes César.
Ha vencido en varias competiciones por etapas de Brasil como la Volta Ciclística do Paraná (2007), el Giro do Interior de São Paulo (2010) y la Volta de Gravataí (2011), al que se suma un vicecampeonato nacional de ruta (2006). 

## Palmarés
2002
- 1 etapa del Tour de Santa Catarina

2006
- 2.º en el Campeonato de Brasil en Ruta
- Prueba Ciclística 9 de Julio
- 1 etapa del Tour de Santa Catarina

2007
- Vuelta de Paraná, más 1 etapa

2010
- Giro del Interior de San Pablo, más 1 etapa

2011
- 1 etapa del Giro del Interior de San Pablo
- Vuelta de Gravataí

## Equipos

### Amateurs
- DataRo-Blumenau (2005-2006)

Clube DataRo de Ciclismo (2007 y 2010)

### Profesionales
- Scott-Marcondes César-São José dos Campos (2008-2009)
- Clube DataRo de Ciclismo-Foz do Iguaçu (2011-2012)